# Voxel Space
Voxel Space fue un motor de renderizado gráfico por rasterización de vóxeles, inventado por el desarrollador y vicepresidente de tecnología de NovaLogic, Kyle Freeman. La empresa recibió una patente por esta tecnología a principios del año 2000.

## Historia
El motor original Voxel Space fue patentado en 1996 y se utilizó por primera vez en software con el lanzamiento en 1992 del videojuego Comanche: Maximum Overkill. Posteriormente, el motor fue renovado y actualizado como Voxel Space 2 (que admite el uso de polígonos además de vóxeles, y fue utilizado en Comanche 3 y Armored Fist 2), y más tarde como Voxel Space 32, empleado en Armored Fist 3 y Delta Force 2.
Basándose en la experiencia de Kyle Freeman con tecnologías de imagen médica por vóxeles utilizadas en escáneres CT (tomografía computarizada) y resonancias magnéticas, se desarrolló tecnología similar para videojuegos como Outcast. Con el avance del poder de cómputo en los ordenadores modernos, existen versiones para navegador de tecnologías similares basadas en el renderizado de terrenos de Voxel Space utilizado en Comanche.
La versión del motor utilizada en la serie Comanche empleaba trazado de rayos para cada píxel de los datos volumétricos del terreno.

## Versiones
- Voxel Space 3D.
- Voxel Space 2.
- Voxel Space 32: renderizado en 32 bits, soporte para 16 millones de colores, 360 grados de transformación.[9]

## Lista de videojuegos
La tecnología se utilizó en varios títulos comerciales:
- Werewolf.
- Serie Comanche.
- Serie Delta Force.